# Moon in the Scorpio
Moon In The Scorpio è l'album di debutto della symphonic black metal band Limbonic Art, pubblicato nel 1996 e prodotto dalla Nocturnal Art Productions.

## Tracce
1. Beneath the Burial Surface – 13:42
2. Moon in the Scorpio – 8:22
3. Through Gleams of Death – 7:58
4. In Mourning Mystique – 14:41
5. Beyond the Candles Burning – 7:08
6. Darkzone Martyrium – 6:21
7. The Dark Rivers of the Heart (Traccia bonus della ripubblicazione del 2001) – 7:01

## Formazione
- Vidar "Daemon" Jensen - voce, chitarra
- Krister "Morpheus" Dreyer - voce, chitarra, tastiere
- Anne "Morgana" Aasebø - voce
- Anders G. Offenberg Jr. - produzione